# Espace de configuration (mathématiques)

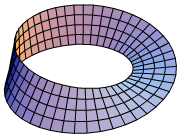
L'espace de configuration de paires de points non-ordonnées sur le cercle est le ruban de Möbius.

En mathématiques, un espace de configuration est l'une des constructions étroitement liées aux espaces d'états en physique. Ceux-ci sont utilisés en physique pour décrire l'état d'un système complet comme un seul point dans un espace de grande dimension. En mathématiques, ils sont utilisés pour décrire les collections de points dans un espace topologique. Plus précisément, l'espace de configuration en mathématiques est un exemple d'espace de configuration en physique, dans le cas particulier de plusieurs particules qui n'entrent pas en collision.

## Définition
Pour un espace topologique {\displaystyle X}, le nième espace de configuration ordonnée de {\displaystyle X} est l'ensemble des n-uplets de points deux-à-deux distincts dans {\displaystyle X}:
{\displaystyle \operatorname {Conf} _{n}(X):=\prod ^{n}X-\{(x_{1},x_{2},\ldots ,x_{n})\in X^{n}\mid x_{i}\neq x_{j}{\text{ pour }}i\neq j\}}
Cet espace est généralement muni de la topologie induite par l'inclusion de {\displaystyle \operatorname {Conf} _{n}(X)} dans {\displaystyle X^{n}}. Il est parfois noté {\displaystyle F(X,n)}, {\displaystyle F^{n}(X)}ou {\displaystyle {\mathcal {C}}^{n}(X)}.
Il y a une action naturelle du groupe symétrique {\displaystyle \Sigma _{n}} sur les points de {\displaystyle \operatorname {Conf} _{n}(X)}, donnée par :
{\displaystyle {\begin{aligned}\Sigma _{n}\times \operatorname {Conf} _{n}(X)&\longrightarrow \operatorname {Conf} _{n}(X)\\(\sigma ,x)&\longmapsto \sigma (x)\end{aligned}}}
Cette action permet de définir l'espace de configuration non-ordonnée de X comme :
{\displaystyle \operatorname {UConf} _{n}(X):=\operatorname {Conf} _{n}(X)/\Sigma _{n}}
C'est  l'espace des orbites de l'action. Intuitivement, cette action « oublie le nom des points ». Ce nouvel espace est parfois noté {\displaystyle {\mathcal {UC}}^{n}(X)}. La collection de tous les espaces de configuration non-ordonné sur X est « l'espace de Ran » de X et est muni d'une topologie naturelle.

### Formulations alternatives
Pour un espace topologique {\displaystyle X} et un ensemble fini {\displaystyle S}, l'espace de configuration de particules étiquetées par S dans   X est :
{\displaystyle \operatorname {Conf} _{S}(X):=\{f\mid f:S\hookrightarrow X{\text{ est injective}}\}}
Pour {\displaystyle n\in \mathbb {N} }, on définit {\displaystyle \mathbf {n} :=\{1,\dots ,n\}}. Alors le nème espace de configuration de X est {\displaystyle \operatorname {Conf} _{\mathbf {n} }(X)}.

## Exemples
- L'espace de configuration ordonnée de deux points dans {\displaystyle \mathbb {R} ^{2}} est homéomorphe au produit de l'espace euclidien tridimensionnel avec un cercle, c'est-à-dire {\displaystyle \mathbb {R} ^{3}\times S^{1}}. Plus généralement, l'espace de configuration de deux points {\displaystyle \mathbb {R} ^{n}} est homotopiquement équivalent à la sphère {\displaystyle S^{n-1}}.

## Lien avec les groupes de tresses
Le nième groupe de tresses sur un espace topologique connexe X est {\displaystyle B_{n}(X):=\pi _{1}\operatorname {UConf} _{n}(X)}, le groupe fondamental du nième espace de configuration non-ordonné de X. Le nième groupe de tresses pures sur X est {\displaystyle P_{n}(X):=\pi _{1}\operatorname {Conf} _{n}(X)}.
Les premiers groupes de tresses étudiés furent les groupes de tresses d'Artin {\displaystyle B_{n}}. Bien que cette définition n'est pas celle donnée par Emil Artin, Adolf Hurwitz définit en 1981 le groupe de tresses d'Artin comme le groupe fondamental de l'espace de configuration du plan, bien avant Artin.
Il résulte de cette définition, et du fait que les espaces de configuration dans le plan sont des espaces d'Eilenberg–MacLane de type {\displaystyle K(\pi ,1)}, que l'espace de configuration non-ordonné du plan {\displaystyle \operatorname {UConf} _{n}(\mathbb {R} ^{2})} est l'espace classifiant du groupe de tresse d'Artin, et que {\displaystyle \operatorname {Conf} _{n}(\mathbb {R} ^{2})} est l'espace classifiant du groupe de tresses pures, lorsque les deux sont considérés comme des groupes discrets.

## Espaces de configuration de variétés
Si l'espace {\displaystyle X} est une variété, alors l'espace de configuration ordonné est une variété aussi. L'espace de configuration non-ordonné est quant à lui un orbifold.
Un espace de configuration est un type d'espace classifiant ou d'espace de modules (fin). En particulier, il existe un fibré universel {\displaystyle \pi :E_{n}\to C_{n}} qui est un sous-ensemble du fibré trivial {\displaystyle C_{n}\times X\to C_{n}} et qui a la propriété que la fibre en chaque point {\displaystyle p\in C_{n}} est le sous-ensemble à n éléments de {\displaystyle X} classés par p.
Le type d'homotopie des espaces de configuration n'est pas un invariant d'homotopie. Par exemple, les espaces {\displaystyle \operatorname {Conf} _{m}(\mathbb {R} )^{n}} ne sont pas homotopiquement équivalent pour deux valeurs distinctes de {\displaystyle m}. Par exemple, {\displaystyle \operatorname {Conf} _{m}(\mathbb {R} )} n'est pas connexe, {\displaystyle \operatorname {Conf} _{n}(\mathbb {R} ^{2})} est un espace d'Eilenberg–MacLane, et {\displaystyle \operatorname {Conf} _{m}(\mathbb {R} ^{n})} est simplement connexe pour {\displaystyle m\geq 3}.
Une question ouverte était de déterminer s'il existait deux variétés compactes qui ont le même type d'homotopie mais dont les espaces de configuration ont des types d'homotopie différents. Un exemple fut trouvé en 2005 par Riccardo Longoni et Paolo Salvatore . Leur exemple, tridimensionnel, est donné par des espaces lenticulaires. Le fait que leurs espaces de configuration n'ont pas le même type d'homotopie est détecté par des produits de Massey dans leurs revêtements universels. L'invariance homotopique des  espaces de configuration des variétés simplement connexes compactes sans bord reste une question ouverte en général, et a été démontrée pour le corps de base de {\displaystyle \mathbb {R} },.

## Espaces de configuration de graphes
Certains résultats sont spécifiques aux espaces de configuration de graphes. On peut imaginer plusieurs robots placés sur des pistes et essayer de les faire naviguer dans différentes positions, sans collisions. Les pistes correspondent à des arêtes d'un graphe, les robots correspondent à des particules, et la navigation correspond à un chemin dans l'espace de configuration de ce graphe.
Pour tout graphe {\displaystyle \Gamma }, {\displaystyle \operatorname {Conf} _{n}(\Gamma )} est un espace d'Eilenberg–MacLane de type {\displaystyle K(\pi ,1)} et se rétracte par déformation sur un sous-espace de dimension {\displaystyle b(\Gamma )}, où {\displaystyle b(\Gamma )} est le nombre de sommets de degré au moins 3,. Les espaces {\displaystyle \operatorname {UConf} _{n}(\Gamma )} et {\displaystyle \operatorname {Conf} _{n}(\Gamma )} se rétractent par déformation sur un complexe cubique à courbure négative de dimension au plus {\displaystyle \min(n,b(\Gamma ))},.